# Receptor 5-HT4
Receptor 5-HT4, receptor serotoninowy 4 – białko, które w przypadku człowieka kodowane jest przez gen HTR4.
Gen ten należy do rodziny receptorów serotoninowych, receptorów związanych z białkami G stymulujących syntezę cAMP w odpowiedzi na serotoninę (5-hydroksytryptaminę). Produkt genu to glikozylowane białko przezbłonowe, spełniające swą funkcję zarówno w obwodowym, jak i ośrodkowym układzie nerwowym. Jego rola polega na modulacji wydzielania różnych neuroprzekaźników. Opisano liczne warianty transkrypcyjne kodujące białka różniące się sekwencjami C-końcowymi, jednak natury pewnych wariantów transkrypcyjnych nie ustalono w całości.

## Umiejscowienie
Omawiany receptor występuje w przewodzie pokarmowym, pęcherzu moczowym, sercu i nadnerczu, jak również w ośrodkowym układzie nerwowym.
W obrębie ośrodkowego układu nerwowego receptor jest obecny w skorupie, jądrze ogoniastym, jądrze półleżącym, gałce bladej i istocie czarnej, a w mniejszym stopniu w korze nowej, jądrach szwu, jądrach mostu i pewnych obszarach wzgórza; nie znaleziono go natomiast w móżdżku.

## Izoformy
Internalizacja wykazuje specyficzność co do izoformy.

## Ligandy
Kilka leków wykazujących działanie selektywnych agonistów receptora 5-HT4 niedawno wprowadzono do użycia (czyli nie tylko w badaniach naukowych, ale też w medycynie klinicznej). Niektóre leki wykazujące działanie agonistów 5-HT4 wykazują także działanie antagonistyczne względem receptora 5-HT3. Zaliczają się tu mozapryd, metoklopramid, renzapryd i zakopryd. Poza tym te związki nie mogą zostać uznane za wysoce selektywne.
SB-207145 znakowany izotopem węgla 11C używany jest jako radioligand dla 5-HT4 w pozytonowej tomografii emisyjnej świni i człowieka.

### Agonisty
- BIMU-8
- cyzapryd
- CJ-033466 – agonista częściowy
- ML-10302[10]
- mozapryd
- prukalopryd
- renzapryd
- RS-67506
- RS-67333 – agonista częściowy
- SL-650155 – agonista częściowy
- tegaserod
- zakopryd

### Antagonisty
- piboserod
- GR-113808, czyli ester [1-[2-[(metylosulfonylo)amino]etylo]-4-piperydynylo]metylowy kwasu 1-metylo-1H-indolo-3-karboksylowego[11]
- GR-125487
- RS-39604, czyli 1-[4-Amino-5-chloro-2-(3,5-dimetoksyfenylo)metyloksy]-3-[1-[2-metylsulfonyloamino]piperydyn-4-ylo]propan-1-on
- SB-203186
- SB-204070
- 4-amino-3-metoksybenzoesan, czyli [(metoksy-11C)-1-butylopiperydyn-4-ylo]metylu[12]
- chamomile (ekstrakt etanolowy)[13]